# Jet Lag (Simple Plan)
Jet Lag è un singolo dei Simple Plan, il secondo estratto dal loro quarto album in studio Get Your Heart On!, pubblicato il 25 aprile 2011 eccetto nel Regno Unito, dove è stato invece pubblicato il 26 settembre 2011.

## La canzone
Il brano, cantato da una voce maschile (Pierre) e da una femminile (nella versione album e nel singolo Natasha Bedingfield), parla di due innamorati costretti a stare lontano l'uno dall'altra. In un'intervista Pierre Bouvier spiega:
Oltre alla versione originale che vede la partecipazione della cantante britannica Natasha Bedingfield, esistono varie versioni alternative. La band ha finora registrato e pubblicato le versioni con la cantante canadese Marie-Mai, con la cantante cinese Kelly Cha e con la cantante della band indonesiana Kotak, Tantri. In quest'ultima versione alternativa, a differenza delle altre due, il testo è cantato interamente in inglese come nella versione originale.
Nelle versioni live della canzone la band è solita dividere il palco con una cantante della località in cui è in tour, anche se non sono rare le occasioni in cui è David a cantare insieme a Pierre il brano.

## Video musicali
Per ogni versione, inoltre, è stato girato un video musicale.
Entrambi i video delle versioni inglesi e di quella francese, diretti da Frank Borin, mostrano Pierre Bouvier che fa un check-in in un aeroporto e Natasha Bedingfield (o Marie-Mai o la cantante dei Kotak, a seconda della versione) nella stanza di un albergo aspettando l'arrivo di Pierre, mentre i Simple Plan eseguono il brano nell'aeroporto. Nella versione cinese, le stesse immagini di Pierre e della band si alternano a Kelly Cha in uno studio radiofonico e in un cortile mentre canta.

## Tracce
CD promozionale
1. Jet Lag (feat. Natasha Bedingfield) – 3:24

CD
1. Jet Lag (feat. Natasha Bedingfield) – 3:27
2. Jet Lag (feat. Marie-Mai) – 3:23

Download digitale
1. Jet Lag (feat. Natasha Bedingfield) – 3:24
2. Jet Lag (feat. Marie-Mai) – 3:23

## Formazione
Simple Plan
- Pierre Bouvier – voce
- Jeff Stinco – chitarra solista
- Sébastien Lefebvre – chitarra ritmica, voce secondaria
- David Desrosiers – basso, voce secondaria
- Chuck Comeau – batteria, percussioni

Altri musicisti
- Natasha Bedingfield - voce

## Classifiche
Il singolo ha riscosso un discreto successo nella maggior parte delle classifiche, rimanendo per 29 settimane nelle classifiche brasiliane e canadesi. In Australia ha raggiunto l'ottavo posto (dopo Untitled del 2005, nessun altro singolo dei Simple Plan aveva più raggiunto le prime dieci posizioni) ed è stato inserito nella classifica di fine anno dei 100 singoli di maggior successo.
| Classifica (2011) | Posizione massima |
| ----------------- | ----------------- |
| Australia         | 8                 |
| Belgio (Fiandre)  | 47                |
| Brasile           | 1                 |
| Canada            | 11                |
| Francia           | 10                |
| Germania          | 59                |
| Giappone          | 14                |
| Paesi Bassi       | 81                |
| Svizzera          | 54                |

### Classifiche di fine anno
| Classifica (2010) | Posizione |
| ----------------- | --------- |
| Australia         | 60        |